# Пірникоза мадагаскарська
Пірникоза мадагаскарська (Tachybaptus pelzelnii) — вид водних птахів родини пірникозових (Podicipedidae).

## Поширення
Ендемік Мадагаскару. Поширений, в основному, в західній і центральній частині острова. На решті території рідкісний. Згідно з оцінками 2018 року, чисельність виду становить 1500—2500 птахів.

## Опис
Невелика пірникоза. Тіло завдовжки 22-27 см. Вага до 145 г. Спина, крила та шия попелясто-коричневі. Верх голови до очей чорний. Горло світло-сіре. Навколовушна область світло-сіра. Боки шиї коричневі. Груди та черево білі. Очі темно-червоні. Дзьоб жовтявий. Ноги зеленкуваті.

## Спосіб життя
Трапляється на відкритих водоймах: озерах, лиманах, річках з повільною течією. У гніздовий період трапляється парами, в інший — невеликими зграями. Живиться водними комахами та молюсками, рідше рибою та раками. Сезон розмноження припадає на період з серпня по березень. Гніздо облаштовує на острівці з очерету, який будує на мілководді. У кладці 2-4 яйця.

## Етимологія
Вид названий на честь австрійського орнітолога Августа фон Пельцельна.